# دارلی رامون تورس
دارلی رامون تورس (به پرتغالی: Darley Ramon Torres) دروازه‌بان اهل برزیل است که در شهر Pedro Leopoldo و در تاریخ ۱۵ دسامبر ۱۹۸۹ به دنیا آمده‌است.
دارلی رامون تورس در تیم‌های فوتبال اتلتیکو مینیرو سابقهٔ حضور دارد.